# Брабантське ландграфство
Брабантське ландграфство (нід. Landgraafschap Brabant, фр. Comté de Brabant) — середньовічне феодальне володіння Священної Римської імперії в Нижніх країнах, що існувало в 1085—1183 роках. Розміщувалось на території між річками Дендер і Зенне західніше Брюсселя.

## Історія
До 1085 року земля належала Герману II, пфальцграфу Лотаринзькому. Після його смерті імператор Генріх IV передав його Генріху III, графу Лувенському і Брюссельському, надавши йому титул ландграфа Брабантського. Це найдавніше відоме використання терміна ландграф. Деякі дослідники ставлять під сумнів існування Брабантського ландграфства, оскільки відповідний титул зустрічається в обмеженій кількості документів, більшість з яких датуються XII століттям
У 1183 році імператор Фрідріх Барбаросса офіційно об'єднав Брабантське ландграфство з Лувенським і Брюссельським графствами і підняв їх разом у Брабантське герцогство. Першим герцогом Брабантським став Генріх I.
Після ліквідації Брабантського герцогства французькими революційними військами в 1794 році, територія колишнього Брабантського ландграфства входила до складу Південного Брабанту. З 1815 по 1830 рік Південний Брабант був складовою Об'єднаного королівства Нідерландів, а з 1830 по 1996 рік був частиною бельгійської провінції Брабант. Зараз ці території лежать у західній частині провінції Фламандський Брабант, земля Фландрія, Бельгія.